# Last Train from Gun Hill
Last Train from Gun Hill (br: Duelo de Titãs; pt: O Último Comboio de Gun Hill) é um filme estadunidense de 1959, do gênero western, dirigido por John Sturges.

## Sinopse
A esposa índia do xerife da cidade de Pauley, Matt Morgan, é violada e morta por uma dupla de cowboys. As investigações de Morgan o levam a Gun Hill, cidade dominada pelo seu antigo companheiro e rico fazendeiro Craig Belden. Ele acaba descobrindo que um dos homens que procura é o jovem filho de Belden. Determinado a levá-lo para julgamento, Morgan entra em choque com seu amigo, que por sua vez tenta impedí-lo a todo custo.

## Elenco
- Kirk Douglas .... Matt Morgan
- Anthony Quinn .... Craig Belden
- Carolyn Jones .... Linda
- Earl Holliman .... Rick Belden
- Brian G. Hutton .... Lee Smithers
- Val Avery .... Steve, o barman
- Walter Sande .... xerife
- Ziva Rodann.... Catherine Morgan